# Polzow
Polzow – gmina w Niemczech, wchodząca w skład Związku Gmin Uecker-Randow-Tal w powiecie Vorpommern-Greifswald, w kraju związkowym Meklemburgia-Pomorze Przednie, położona przy drodze Pasewalk-Szczecin (B104 i drodze krajowej nr 10).